# حزين اللاهيجي
حزين اللاهيجي (ت. 1180 هـ) هو شاعر فارسي.
هو محمد علي اللاهيجي وشهرته حزين اللاهيجي. ولد بأصبهان وسافر إلى الهند وسكن دهلي وبها وفاته. له ديوان شعر فارسي.